# Provincia de Belluno
Belluno (en italiano: provincia di Belluno)  es una provincia en la región del Véneto, en Italia. Limita al norte con Austria (Tirol y Carintia); al este con el Friul-Venecia Julia (provincia de Udine y provincia de Pordenone); al sur con la provincia de Treviso y con la provincia de Vicenza; y al oeste con el Trentino-Alto Adigio (provincia de Trento y provincia de Bolzano).

## Geografía
La provincia, muy extendida y casi enteramente montañosa, comprende las regiones geográficas del Cadore, del Feltrino, del Alpago, de la Val di Zoldo y del Agordino.
Ocupa gran parte de la provincia la sección oriental de los Dolomitas, con las cumbres del Tofane, del Tre Cime di Lavaredo, del Monte Pelmo, del Monte Civetta, de la Marmolada y de la Pale di San Martino (estos dos últimos en los límites con el Trentino).
La provincia es rica en recursos hídricos y en ríos. El mayor río es el Piave, con los afluentes Boite y Cordevole. Lambisce il Feltrino también el río Cismon, afluente del Brenta.
En la parte meridional de la provincia se extiende un territorio mayoritariamente llano, la Valbelluna, sobre la cual se perfilan los Prealpes vénetos (grupo del Schiara, monti del Sole, vette feltrine, macizo del Grappa) y se extiende el parque nacional de los Dolomitas Belluneses.
Los centros principales de la provincia (aparte de la capital, Belluno) son Feltre, Cortina d'Ampezzo, Agordo, Pieve di Cadore, Mel y Sedico.

## Economía
Durante un tiempo la economía del territorio se basaba en los pastos y en su pobre agricultura de montaña. 
Ahora la agricultura es poco significativa, limitado a cultivos menores, como el cultivo de la judía en el altiplano de Lamon.
En el Bellunese está presente uno de los distritos industriales más importantes del nordeste, el de la óptica, en particular en las zonas del Agordino y de Cadore. En Agordo tiene su sede Luxottica, una de las industrias italianas más activas a nivel internacional. En Longarone está presente sin embargo un establecimiento de Safilo. 
Uno de los sectores más importantes para la economía es el turismo: la provincia de Belluno puede presumir de tener algunas de las estaciones de esquí más importantes a nivel nacional, entre las que destacan, Cortina d'Ampezzo, Alleghe, Auronzo di Cadore, Falcade, Arabba, Sappada, Alpe del Nevegal y en general las zonas del Cadore y del Agordino.

## Minorías lingüísticas
En la provincia están presentes algunas minorías lingüísticas, tuteladas en el estatuto provincial:
- la minoría ladina ubicada en los tres municipios de Colle Santa Lucia/Col, Livinallongo del Col di Lana/Fodom e Cortina d'Ampezzo/Anpezo;
- la minoría germanófona de los municipios de Sappada/Plodn, Farra d'Alpago y Tambre.

## Subdivisiones
Se divide en 61 municipios:
- Agordo
- Alano di Piave
- Alleghe
- Alpago
- Arsiè
- Auronzo di Cadore
- Belluno (la capital)
- Borca di Cadore
- Borgo Valbelluna
- Calalzo di Cadore
- Canale d'Agordo
- Cencenighe Agordino
- Cesiomaggiore
- Chies d'Alpago
- Cibiana di Cadore
- Colle Santa Lucia
- Comelico Superiore
- Cortina d'Ampezzo
- Danta di Cadore
- Domegge di Cadore
- Falcade
- Feltre
- Fonzaso
- Gosaldo
- La Valle Agordina
- Lamon
- Limana
- Livinallongo del Col di Lana
- Longarone
- Lorenzago di Cadore
- Lozzo di Cadore
- Ospitale di Cadore
- Pedavena
- Perarolo di Cadore
- Pieve di Cadore
- Ponte nelle Alpi
- Quero Vas
- Rivamonte Agordino
- Rocca Pietore
- San Gregorio nelle Alpi
- San Nicolò di Comelico
- San Pietro di Cadore
- San Tomaso Agordino
- San Vito di Cadore
- Santa Giustina
- Santo Stefano di Cadore
- Sedico
- Selva di Cadore
- Seren del Grappa
- Sospirolo
- Soverzene
- Sovramonte
- Taibon Agordino
- Tambre
- Val di Zoldo
- Vallada Agordina
- Valle di Cadore
- Vigo di Cadore
- Vodo di Cadore
- Voltago Agordino
- Zoppè di Cadore